# Индиана Джонс и Колесо судьбы
«Индиа́на Джонс и Колесо́ судьбы́» (англ. Indiana Jones and the Dial of Destiny) — американский приключенческий боевик режиссёра Джеймса Мэнголда по сценарию, написанному им в соавторстве с Джезом Баттеруортом, Джон-Генри Баттеруортом и Дэвидом Кеппом, снятый студиями Walt Disney Pictures и Lucasfilm и выпущенный студией Walt Disney Studios Motion Pictures. Это пятый и заключительный фильм в серии фильмов об Индиане Джонсе и продолжение фильма «Индиана Джонс и Королевство хрустального черепа». В фильме снялись Харрисон Форд, Джон Рис-Дэвис и Карен Аллен, повторившие свои роли Индианы Джонса, Саллахи и Мэрион Рэйвенвуд, вместе с новыми актёрами, включая Фиби Уоллер-Бридж, Антонио Бандераса, Тоби Джонса, Бойда Холбрука, Итана Исидора и Мадса Миккельсена. Действие фильма происходит в основном в 1969 году, когда Индиана Джонс и его отчуждённая крестница Хелена Шоу пытаются найти устройство, которое могло бы изменить ход истории, до того как Юрген Фёллер, нацистский учёный НАСА, сможет его использовать, чтобы изменить исход Второй мировой войны.
Это первый и единственный фильм в серии, снятый не Стивеном Спилбергом и с сюжетом, написанным не Джорджем Лукасом, но они выступили в качестве исполнительных продюсеров. Это также единственный фильм в серии, распространяемый не Paramount Pictures, так как Disney приобрела права на будущие продолжения после приобретения Lucasfilm; однако, в соответствии с компенсацией указанной сделки, Paramount сохранила упоминание в титрах в качестве партнёра.
Планы на пятый фильм об Индиане Джонсе восходят к концу 1970-х годов, когда Лукас и Спилберг договорились с Paramount о четырёх продолжениях фильма «Индиана Джонс: В поисках утраченного ковчега». Лукас начал исследовать возможные сюжеты для пятого фильма в 2008 году, хотя проект застопорился на годы. Он передал проект продюсеру Кэтлин Кеннеди в 2012 году, когда она стала президентом Lucasfilm. Прогресс пятого фильма оставался бездействующим, пока компания работала над трилогией сиквелов «Звёздных войн». В конечном итоге в 2016 году был нанят Кепп для написания сценария, а дата выхода была назначена на 2019 год, хотя она несколько раз откладывалась из-за переписываний и пандемии COVID-19. В 2018 году был нанят Джонатан Кэздан, чтобы заменить Кеппа, который вернулся к написанию в 2019 году, но в конечном итоге покинул проект. Спилберг должен был стать режиссёром, но ушёл в отставку в 2020 году, и Мэнголд занял его место. Съёмки начались в июне 2021 года, проходили в различных местах, включая Великобританию, Италию и Марокко, и завершились в феврале 2022 года. Давний композитор франшизы Джон Уильямс вернулся, чтобы написать музыку к фильму.
Мировая премьера фильма состоялась 18 мая 2023 года на 76-м Каннском кинофестивале, в США фильм вышел 30 июня. Фильм получил смешанные отзывы от критиков и слабо выступил в прокате, заработав более 380 миллионов долларов по всему миру.

## Сюжет
В 1944 году во время освобождения Европы союзниками во время Второй мировой войны Индиана Джонс и его коллега Бэзил Шоу, археолог из Оксфорда, попадают в плен к нацистам при попытке вернуть Копьё Лонгина. Тем временем астрофизик Юрген Фёллер сообщает своему начальству, что он обнаружил Циферблат Архимеда, изобретенный сиракузским математиком Архимедом и способный находить трещины во времени. Джонс освобождается и догоняет поезд с награбленными нацистами древностями, где спасает Шоу. Определив, что копье является подделкой и заполучив Циферблат, Джонс и Шоу сбегают из поезда, прежде чем тот сходит с рельсов, въехав на мост, разрушенный бомбардировщиками союзников.
В августе 1969 года Джонс разлучается со своей женой Мэрион Рэйвенвуд после смерти их сына Мэтта во время Вьетнамской войны и вскоре после этого завершает преподавать в Хантерском колледже, выйдя на пенсию. В следующей сцене в баре к нему подходит Хелена «Вомбат» Шоу, дочь Бэзила и крестница Джонса, ныне изучающая археологию и охотящаяся за сокровищами, а именно — за Циферблатом Архимеда. В разговоре Джонс сообщает ей, что Циферблат был разделен на две части и что её уже покойный отец почти сошел с ума, пытаясь раскрыть его секреты. Они забирают первую часть Циферблата из тайника в архиве колледжа. При этом на них нападают наёмники, посланные Фёллером, который теперь работает на НАСА под новым именем, а ему помогает группа ЦРУ во главе с агентом Мейсон. Зная, что люди Фёллера преследуют её, Хелена сбегает с Циферблатом, раскрывая свое истинное намерение — нелегально продать его из корыстных побуждений. Джонс также скрывается от преследователей, скрывшись среди участников парада, посвященного астронавтам «Аполлона-11». Он окончательно отрывается от преследователей в метро Нью-Йорка и затем обращается за помощью к своему старому другу Саллаху, ныне иммигранту и водителю такси.
Джонс едет в Танжер и мешает Хелене продать первую часть Циферблата на аукционе. В этот момент прибывают Фёллер и его люди, вынуждая Джонса, Хелену и её приятеля Тедди Кумара бежать на моторикше. Фёллер вместе с первой частью Циферблата попадает в плен к Мейсон, но он и его люди убивают агента ЦРУ и крадут её вертолёт после того, как она сообщает ему, что правительство отрекается от него. Джонс, Хелена и Тедди следуют за Фёллером в Грецию, где они заручаются помощью друга Джонса Ренальдо, глубоководного ныряльщика, чтобы получить ключ к поиску второй части Циферблата из Эгейского моря. Хотя они получают ключ, Фёллер убивает Ренальдо и следует за группой Джонса на Сицилию, где они находят вторую половину Циферблата на могиле Архимеда. Фёллер захватывает Джонса, собирает Циферблат и сообщает, что планирует переместиться во времени, чтобы вернуться в 1939 год и убить Адольфа Гитлера в надежде, что появится лучший лидер, который приведёт Германию к победе в войне. Хелене удается пробраться на борт самолёта Фёллера до того, как он взлетит, а Тедди преследует их на другом самолёте.
Однако, поскольку Фёллер не принял во внимание дрейф континентов, трещина во времени приводит их к 212 г. до н. э., во время осады Сиракуз. Джонс и Хелена прыгают с парашютом из самолёта, когда его сбивают снаряды, выпущенные враждующими сторонами снизу, убивая Фёллера и его людей. Тяжело раненый Джонс умоляет Хелену оставить его в прошлом, позволив ему стать частью древней истории, но Хелена отказывается, опасаясь возможности катастрофического временного парадокса. После того, как они поговорили с Архимедом, который появился, чтобы расследовать аварию с помощником, Хелена нокаутирует Джонса и возвращает его в 1969 год на борту самолёта Тедди.
Джонс просыпается в своей квартире, воссоединяясь с Хеленой, Тедди, Саллахом и его внуками, а также с Мэрион, которая примиряется с Джонсом. Джонс и Мэрион вспоминают свой разговор на лодке во время событий фильма «В поисках утраченного ковчега».

## В главных ролях
- Харрисон Форд — Индиана Джонс[18]
- Фиби Уоллер-Бридж — Хеленa Шоу, крестница Джонса
- Мадс Миккельсен — Юрген Фёллер / доктор Шмидт, бывший нацист, ныне сотрудник НАСА
- Шонетт Рене Уилсон[англ.] — мисс Мейсон, агент правительства США
- Этанн Исидор — Тедди Кумар, юный друг Хелены в Танжере
- Джон Рис-Дэвис — Сaллaх[англ.], старый друг Джонса
- Антонио Бандерас — Ренальдо, старый друг Джонса, ныряльщик
- Бойд Холбрук — Клабер, помощник Фёллера
- Оливье Рихтерс[англ.] — Хок, помощник Фёллера
- Тоби Джонс — Бейзил Шоу, старый друг Джонса, отец Хелены
- Томас Кречман — полковник Вебер
- Нассер Мемарзия — Архимед
- Карен Аллен — Мэрион Рэйвенвуд

## Производство

### Разработка
О новой картине серии, посвящённой археологу Индиане Джонсу, Стивен Спилберг задумался ещё в 2015 году, о чём сообщил в интервью во время рекламной кампании своего фильма «Шпионский мост». В марте 2016 года компания Disney официально объявила о начале работ над картиной. Режиссёром вновь станет Спилберг, а главную роль исполнит Харрисон Форд. Автор сценария к фильму «Индиана Джонс и Королевство хрустального черепа» Дэвид Кепп также присоединился к работе и сообщил о том, что Джордж Лукас не участвует в проекте.
После смерти Хана Соло, персонажа Форда в кинофильме «Звёздные войны: Пробуждение силы», Спилберг заявил, что не намерен убивать доктора Джонса, а также признался, что глупая идея со спасением в холодильнике в предыдущей картине принадлежит ему. Боб Айгер заявил о том, что пятый фильм будет продолжением и перезапуском франшизы. В январе 2018 Спилберг уведомил поклонников о том, что он готов заняться производством картины и о том, что Лукас, который создал персонажа и написал сюжеты ко всем предыдущим фильмам, станет исполнительным продюсером. Однако в 2020 году Спилберг решил покинуть пост режиссёра, оставшись продюсером. В итоге режиссёрский пост занял Джеймс Мэнголд. Композитором картины вновь станет Джон Уильямс.

### Сценарий
| «            | «Что я могу сказать о сюжете, так это то, что есть очень ценный артефакт, который будут искать главные герои. | » |
| — Дэвид Кепп | |   |

В начале сентября 2017 Дэвид Кепп, который был сценаристом предыдущего фильма дал интервью, в котором сообщил, что у него уже есть сценарий для новой части, но он не исключил того, что в него будут вноситься коррективы. Он также уточнил, что сценарий не предусматривает появление персонажа Шайи Лабафа. В марте 2018 года Кэпп заявил, что они удвоили усилия для завершения сценария, а начало съёмок теперь зависит целиком от Спилберга и Форда. О сюжете он сообщил лишь то, что есть некий ценный артефакт, поисками которого и будут заниматься герои. Он также отметил, что они довольны сценарием и тем, как продвигается работа.
В 2018 появилось сообщение о том, что возникли проблемы с написанием сценария и дату премьеры перенесли на 12 июня 2021 года, а Кеппа заменил Джонатан Кэздан, который является сыном сценариста первого фильма франшизы Лоуренса Кэздана. Кэздан-младший стал сценаристом после того, как студия «Дисней» и Спилберг не одобрили сценарий Кеппа.
Единственное, что я скажу вам, это то, что я не убью Харрисона Форда в конце.
Однако в мае 2019 на смену Кэздану к работе над сценарием подключился Дэн Фогельман, известный по сериалу «Это мы». В сентябре 2019 первоначальный сценарист Дэвид Кепп вернулся в проект, но весной 2020 вновь покинул проект, чтобы дать творческую свободу новому режиссёру Джеймсу Мэнгольду, который лично принялся за написание сценария. В мае 2020 года Фрэнк Маршалл заявил, что работа над сценарием «только началась». В 2021 году стало известно, что к написанию сценария присоединились братья Джереми и Джо Генри Баттеруорты, которые ранее уже работали с Мэнгольдом в фильме «Ford против Ferrari».

### Подбор актёров
Харрисон Форд сообщил в июне 2016 года, что он не станет сниматься без действительно хорошего сценария и Стивена Спилберга, но по его мнению, скоро всё это будет. Так как Спилберг сам взялся за работу над сценарием. В 2014 году сообщалось, что новым режиссёром станет Януш Камински, который не видел никого другого в роли Джонса кроме Форда. По словам актёра зрители видели, как персонаж взрослеет, развивается на протяжении определённого времени, поэтому совсем необязательно, что он будет надирать столько же задниц, сколько раньше. Он заметил, что для него исполнять эту роль было интересно прежде всего потому, что его герой преодолевал страх, демонстрировал остроумие и интеллект и умудрялся выжить. Форд говорил, что с нетерпением ждёт новой возможности поработать со Спилбергом над его любимым персонажем. Он подписал контракт в том же 2016 году. Актёр признал, что сам просил убить своего персонажа Хана Соло для того, чтобы сосредоточиться на роли Индианы Джонса.
| «                | Каждый раз, когда я вижу Спилберга, я говорю ему: Стивен, по-настоящему успешными фильмами были первый и третий, кажется, что второму и четвёртому чего-то не хватает, интересно, что бы это могло быть? | » |
| — Джон Рис-Дэвис | |   |

Актёр Джон Рис-Дэвис в сентябре 2017 года выразил заинтересованность вновь исполнить роль Салаха в новом фильме. В то же время Форд сообщил поклонникам Лабафа о том, что его персонаж в новом фильме не появится. После премьеры картины «Бегущий по лезвию 2049» актёр Райан Гослинг намекнул журналистам о своём возможном участии в новом фильме об Индиане Джонсе. Перед началом активной работы по фильму Стивен Спилберг сообщил о том, что хотел бы видеть Криса Прэтта напарником Харрисона Форда. Ещё в 2016 году актриса Карен Аллен, исполнительница роли Мэрион, призналась, что надеется получить роль в новом фильме. Аллен на момент съёмок фильма «Индиана Джонс: В поисках утраченного ковчега» было всего 30 лет, а Форд был на 9 лет старше, однако авторы картины в процессе обсуждения взаимоотношений двух персонажей, придумали совместное прошлое героев для того, чтобы не тратить на это экранное время и допускали, что Мэрион влюбилась в Джонса будучи ещё ребёнком от 10 до 15 лет, а он ответил ей взаимностью. Уже после начала съёмок, Тоби Джонс был замечен на площадке, и стало известно, что он получил роль в фильме. В июле 2021 года Антонио Бандерас получил роль в фильме.

### Съёмки
Предполагалось, что съёмки фильма начнутся в 2018 году. В июле 2017 сообщение о готовящихся съёмках в 2018 году было опровергнуто Фрэнком Маршеллом, с пояснением, что производство картины находится на начальном этапе. Спилберг дал интервью, в котором пообещал начать снимать в апреле 2019. Съёмки начались в Великобритании 4 июня 2021 года на студии Pinewood Studios и в замке Бамборо. Несколько сцен было снято на исторической железной дороге North Yorkshire Moors Railway неподалеку от Гросмонта, где был отснят эпизод с участием дублера Харрисона Форда и на съемочной площадке были замечены копии немецких военных машин времен Второй мировой войны.
Оператором стал Фидон Папамайкл, для которого этот фильм будет шестой совместной работой с Джеймсом Мэнголдом. В середине июля съёмки переместились в центр Глазго, который был преобразован в подобие Нью-Йорка. Съёмки погони, прошли вдоль Сент-Винсент-стрит, где был воссоздан парад 1969 года в честь возвращения астронавтов «Аполлона-11». Во время съёмок в Глазго Форда заменял дублёр-каскадер Майк Масса, на лицо которого были нанесены маркеры захвата движения. Съёмки в Глазго продолжались две недели. Часть съёмок проходила в районе Хаттон Гарден в Лондоне, который также представлял Нью-Йорк.
Месяц спустя начались съёмки на Сицилии. К съёмкам в Италии было привлечено почти 600 членов съёмочной группы. Съёмки также прошли в Сиракузах, в таких местах, как пещера Ухо Дионисия, археологическом парке Неаполис, и Замке Маньяче. Последующие места съёмок на Сицилии включали город Чефалу и провинцию Трапани. Форд и Уоллер-Бридж также снимались в храме города Сегесты.
В некоторых съёмках на Сицилии участвовали актёры в костюмах римских солдат, что породило предположение, что сюжет фильма связан с путешествием во времени. 17 октября 2021 года начались съёмки в Фесе. 4 ноября оператор Ник Купак был найден мёртвым в своём номере отеля в Марокко; компания Disney заявила, что его смерть не связана со съёмками фильма. Производство фильма планируется завершить в декабре 2021 года.
Ожидается, что Харрисона Форда омолодят в некоторых эпизодах фильма, хотя ранее Спилберг отверг эту идею, сказав, что хочет, чтобы возраст Форда был отражён в фильме.

## Маркетинг
7 апреля 2023 года на официальном канале Lucasfilm в YouTube вышел официальный трейлер фильма. Так же был опубликован постер, оформленный в тематике предыдущих частей.

## Переносы и премьера
Премьера была запланирована на 10 июля 2020 года, хотя ранее предполагалась в 2019 году. 29 июня 2018 года журнал Variety сообщил, что премьеру фильма перенесут ещё как минимум на год из-за задержек с окончательным вариантом сценария. Премьера фильма также была запланирована на 29 июля 2022 года, однако в октябре 2021 года вновь была перенесена, на этот раз на 30 июня 2023 года.
27 февраля 2022 года продюсер Фрэнк Маршалл официально объявил в Twitter, что съёмки картины завершены.

## Кассовые сборы
Фильм собрал по всему миру в общем счёте 383 229 928 $.

## Музыка
В июне 2016 года Спилберг подтвердил, что Джон Уильямс вернётся, чтобы написать музыку к фильму, и этот факт был подтверждён в 2021 году. В 2022 году Уильямс заявил, что это будет его последняя музыка к фильму после планов на отставку.

## Будущее
Генеральный директор Disney Боб Айгер в 2016 году сказал, что будущее франшизы с Фордом неизвестно, но пятый фильм не будет последним фильмом во франшизе. В 2022 году Кеннеди подтвердила предыдущие комментарии о том, что роль Форда в роли Индианы Джонса не будет переделана, в то время как Форд подтвердил, что пятый фильм будет его последним в серии. В ноябре 2022 года Disney рассмотрела несколько вариантов продолжения франшизы, включая дополнительные фильмы или телесериалы. Однако к марту 2023 года сообщалось, что Lucasfilm отменила запланированный спин-офф, чтобы сосредоточиться на франшизе «Звёздные войны». Сериал должен был стать приквелом к фильму «Индиана Джонс: В поисках утраченного ковчега» и вторым приквелом после телесериала «Хроники молодого Индианы Джонса». В следующем месяце Disney подтвердила, что фильм действительно будет последним во франшизе.